# Випадкових зустрічей не буває (телесеріал)
«Випадкових зустрічей не буває» (рос. Случайных встреч не бывает) — український мелодраматичний телесеріал, що розповідає історію молодої, красивої й успішної жінки Олени, яка колись зробила помилку, про яку тепер дуже шкодує. Повторні покази з повним українським дубляжем транслювався на телеканалі «1+1 Україна».

## Синопсис
Найбільша мрія Олени Ворохтіної – головної героїні фільму «Випадкових зустрічей не буває» – всиновити дитину. По молодості вона помилилася, і тепер не може мати дітей. Вона вмовляє чоловіка Олександра, але той не хоче й слухати та знаходить усілякі відмовки. У  сім’ї часто через це сваряться. Згодом виявляється, що у подружжя чимало й інших причин для суперечок та приховування секретів один від одного. Героїв пов’язують не лише сімейні стосунки, а й спільний бізнес. Чоловік вкотре відмовляється супроводжувати дружину до дитячого будинку, посилаючись на важливу зустріч, а сам у цей час іде зі своєю коханкою Сантою до ресторану.  
У боротьбі за щастя Олена переживає багато перепон, розчарувань, особистих трагедій і драм. Чи зможе головна героїня витримати усі ці випробування і нарешті знайти справжнє кохання – головна інтрига картини. 

## У ролях
- Катерина Вострикова — Оля
- Ганна Кузіна — Олена
- Сергій Радченко — чоловік Олени
- Станіслав Мельник
- Алла Мартинюк
- Сергій Калантай
- Міла Сивацька
- Сергій Дерев'янко
- Андрій Титов
- Олег Москаленко
- Анастасія Гіренкова
- Анатолій Зіновенко
- Олег Іваниця
- Олександр Рудько
- Інна Приходько
- Христина Мельниченко
- В'ячеслав Ніколенко
- Любов Тимошевська
- Ольга Радчук
- Анна Расстальная
- Сергій Кучеренко
- Артем Вільбік
- Єва Маріела Кривцова.
- Сергій Воляновскій – таксист

### Український дубляж
Українською мовою серіал дубльовано студією «1+1» у 2023 році.
Ролі дублювали: 
- Олена — Марина Локтіонова
- Чоловік Олени — Олесь Гімбаржевський

А також: Євген Пашин, Максим Кондратюк, Олег Лепенець, Михайло Кришталь, Юрій Кудрявець, Володимир Терещук, Павло Скороходько, Роман Чорний, Михайло Тишин, Олексій Череватенко, Денис Жупник, Олександр Солодкий, Олександр Погребняк, Андрій Соболєв, Володимир Гурін, Ірина Дорошенко, Лідія Муращенко, Олена Узлюк, Ольга Радчук, Наталя Романько-Кисельова, Юлія Шаповал, Наталя Денисенко.

## Знімальна група
- Генеральні продюсери: Олександр Ткаченко, Вікторія Лезіна
- Продюсер: Олена Васильєва
- Автори сценарію: Лариса Марцева, Георгій Кірвалідзе
- Режисер-постановник: Вікторія Мельникова
- Композитор: Руслан Квінта
- Оператор: Маркіян Канюка
- Художники-постановник: Марія Кобилецька